# Xyris pauciflora
Xyris pauciflora là một loài thực vật hạt kín trong họ Hoàng đầu. Loài này được Willd. miêu tả khoa học đầu tiên năm 1794.